# Nermin El-Shimi
Nermin Sayed El-Shimi –en árabe, نرمين سيد الشيمي– (nacida el 1 de octubre de 1992) es una deportista egipcia que compitió en taekwondo. Ganó dos medallas en el Campeonato Africano de Taekwondo en los años 2012 y 2014.

## Palmarés internacional
| Campeonato Africano | Campeonato Africano       | Campeonato Africano | Campeonato Africano |
| Año                 | Lugar                     | Medalla             | Categoría           |
| ------------------- | ------------------------- | ------------------- | ------------------- |
| 2012                | Antananarivo (Madagascar) | Medalla de oro      | –46 kg              |
| 2014                | Túnez (Túnez)             | Medalla de plata    | –46 kg              |